# Frank Sauerbaum
Frank Carlos Sauerbaum Muñoz (Concepción, 21 de noviembre de 1972) es un ingeniero comercial y político chileno, militante del partido Renovación Nacional (RN). Fue diputado por el Distrito N.º 42, Región del Biobío, entre 2010 y 2014.

## Biografía
Nació el 21 de noviembre de 1972, en Concepción, hijo de Alberto Sauerbaum, empresario y de Gabriela Muñoz.
Realizó sus estudios primarios y secundarios en el Liceo La Asunción de Talcahuano del que egresó en 1990. Posteriormente, ingresó a la Universidad Católica de la Santísima Concepción a la carrera de Ingeniería Comercial y más tarde, continuó la misma carrera en la Universidad San Sebastián, de la que se tituló en 1998.
En el ámbito profesional, entre 1999 y 2009, se desempeñó como gerente de operaciones y gerente comercial de Lurgi Ghbm, empresa alemana dedicada al desarrollo de proyectos de petróleo y gas. Desarrolló su cargo en Chile, Alemania y Arabia Saudita.

## Carrera política
Inició su carrera política en 1990, como miembro de la Juventud de Renovación Nacional. En 1995, asumió la vicepresidencia de la misma colectividad. Al año siguiente, fue elegido presidente de la Federación de Estudiantes de la Universidad Católica de la Santísima Concepción.
En diciembre de 2009 fue elegido, por efecto del sistema binominal, como diputado por la Región del Biobío, Distrito N.º 42, correspondiente a las comunas de Bulnes, Cabrero, Cobquecura, Coelemu, Ninhue, Ñiquén, Portezuelo, Quillón, Quirihue, Ránquil, San Carlos, San Fabián, San Nicolás, Treguaco y Yumbel, para el periodo legislativo 2010-2014. Preside la Comisión Permanente de Micro, Pequeña y Mediana Empresa, junto con ser integrante de la de Minería y Energía; y de Economía. También forma parte del comité parlamentario de Renovación Nacional.
En las elecciones parlamentarias de noviembre de 2013, se repostuló como candidato a diputado por el Distrito N.º 42, Región del Biobío, en representación del partido Renovación Nacional. A pesar de obtener la segunda mayoría con el 26,93 de los votos, no resultó elegido al ser desplazado por efecto del sistema binominal por la PPD Loreto Carvajal.

## Historial electoral

### Elecciones parlamentarias de 2005
- Elecciones parlamentarias de 2005 para Diputado por el distrito 43 (Talcahuano y Hualpén)[1]

### Elecciones parlamentarias de 2009
- Elecciones parlamentarias de 2009 para Diputado por el distrito 42 (San Carlos, Ñiquén, San Fabián, Bulnes, Quillón, Ránquil, Portezuelo, Coelemu, Treguaco, Cobquecura, Quirihue, Ninhue, San Nicolás, Cabrero y Yumbel)[2]

### Elecciones parlamentarias de 2013
- Elecciones parlamentarias de 2013 para Diputado por el distrito 42 (San Carlos, Ñiquén, San Fabián, Bulnes, Quillón, Ránquil, Portezuelo, Coelemu, Treguaco, Cobquecura, Quirihue, Ninhue, San Nicolás, Cabrero y Yumbel)[3]

### Elecciones parlamentarias de 2017
- Elecciones parlamentarias de 2017 a Diputado por el distrito 19 (Bulnes, Cabrero, Cobquecura, Coelemu, Ñiquén, Portezuelo, Quillón, Quirihue, Ninhue, Ránquil, San Carlos, San Fabián, San Nicolás, Treguaco, Yumbel, Chillán, Chillán Viejo, Coihueco, El Carmen, Pemuco, Pinto, San Ignacio y Yungay)[4]

### Elecciones parlamentarias de 2021
- Elecciones parlamentarias de 2021 a Diputado por el distrito 19 (Bulnes, Cobquecura, Coelemu, Ñiquén, Portezuelo, Quillón, Quirihue, Ninhue, Ránquil, San Carlos, San Fabián, San Nicolás, Treguaco, Chillán, Chillán Viejo, Coihueco, El Carmen, Pemuco, Pinto, San Ignacio y Yungay).[5]